# Apocinàcies
Les apocinàcies (Apocynaceae) són una família de plantes angiospermes de l'ordre de les gencianals.

## Característiques
Inclou arbres, arbusts, herbes, o lianes. Moltes espècies són grans arbres que es troben a la selva tropical, i la majoria són de procedència tropical o subtropical, per bé que algunes són plantes perennes de zones temperades. Aquestes plantes sovint tenen làtex i moltes espècies són molt verinoses si s'ingereixen.

## Distribució
Les espècies d'aquesta família es distribueixen primordialment a les regions tropicals:
- A les selves i zones pantanoses de l'Índia i Malàisia: Arbres de port petit a molt gran de fulles perennes, freqüentment amb arrels de contrafort, tals com Alstonia i Dyera.
- Al Nord d'Austràlia: Arbres de port petit i de fulla perenne com Cerbera i Ochrosia.
- A les selves de fulla caduca de l'Àfrica i l'Índia: Arbres de port petit tals com Carissa, Wrightia i Holarrhena.
- A l'Amèrica tropical, l'Índia, Myanmar i Malàisia: Arbres de fulla perenne i arbusts, tals com Rauwolfia, Tabernaemontana i Acokanthera.
- A Amèrica Central: Plumeria, amb les seves cèries flors de color blanc o rosaci i dolces fragàncies.
- A Amèrica del Sud, l'Àfrica i Madagascar: Moltes lianes tals com Landolphia.
- A la regió Mediterrània: Nerium, amb el ben conegut baladre, l'arbust (Nerium oleander). També les vinques (Vinca major i Vinca minor).
- A Amèrica del Nord: Apocynum, també anomenat "cànem indi", inclou Apocynum cannabinum, una font tradicional de Fibra vegetal.

## Descripció
Arbres, arbust o herbes de fulles simples, normalment decussades, o verticil·lades i mancades d'estípules. Les flors són normalment vistoses, de simetria radial (actinomorfes), reunides en inflorescències cimoses o racemoses (rarament fasciculada o solitàries). Les inflorescències són terminals o axials. Són flors hermafrodites amb un calze de 5 lòbuls. Els estams estan inserits en l'interior del tub de la corol·la amb un gineceu súper. El fruit és una drupa, una baia, una càpsula o un fol·licle.

## Taxonomia

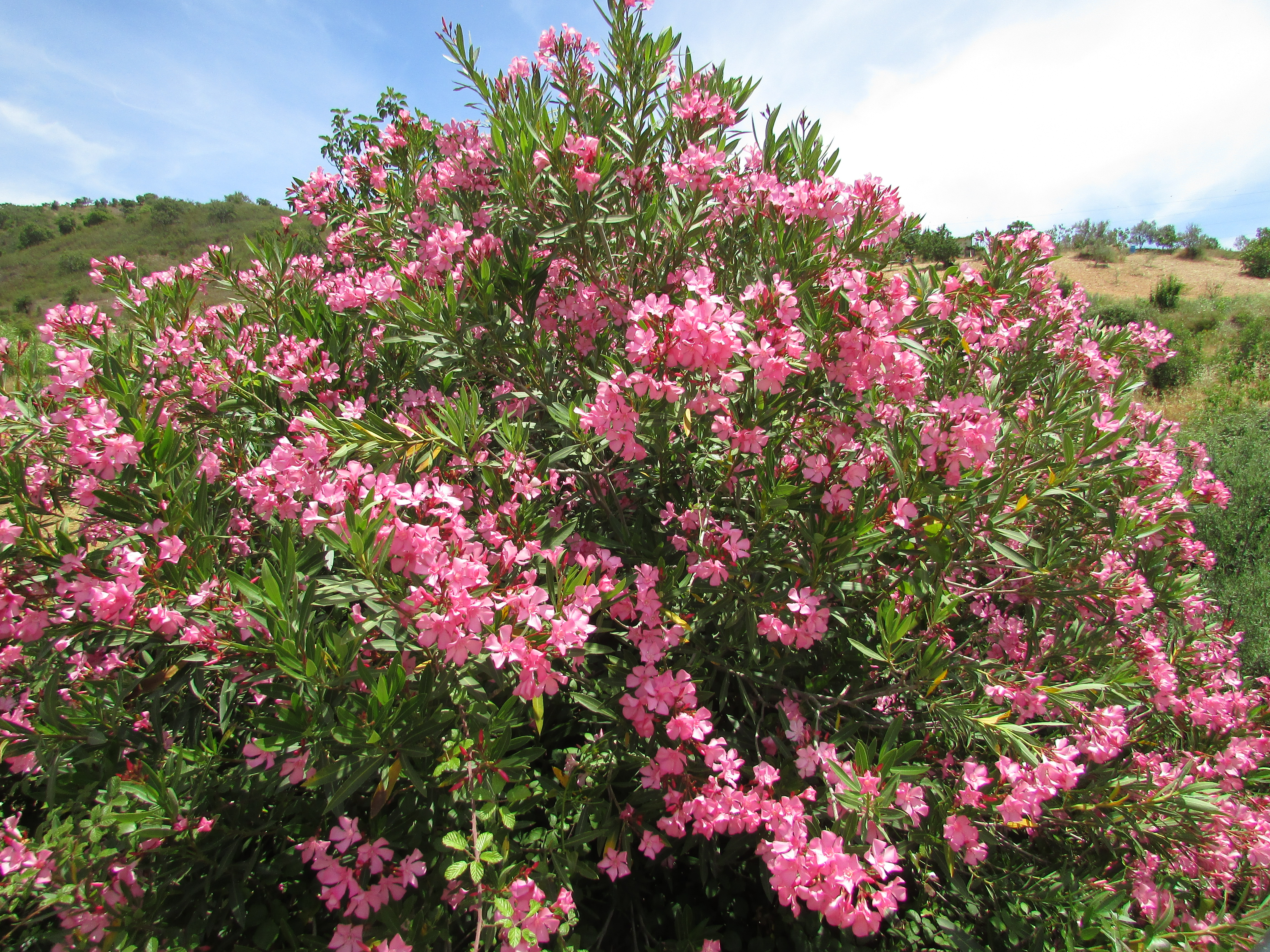
Baladre, (Nerium Olenader)

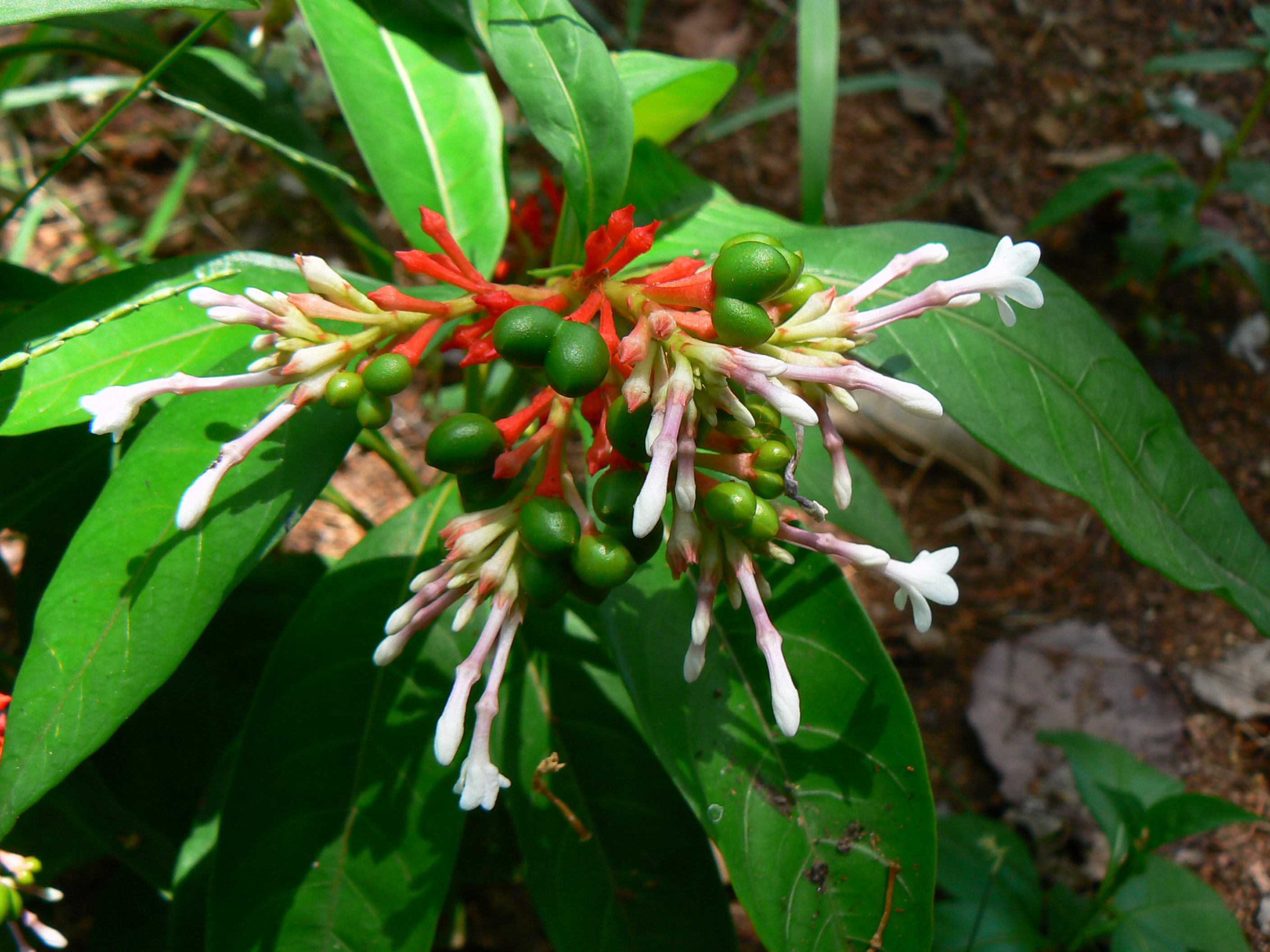
Rauvolfia serpentina

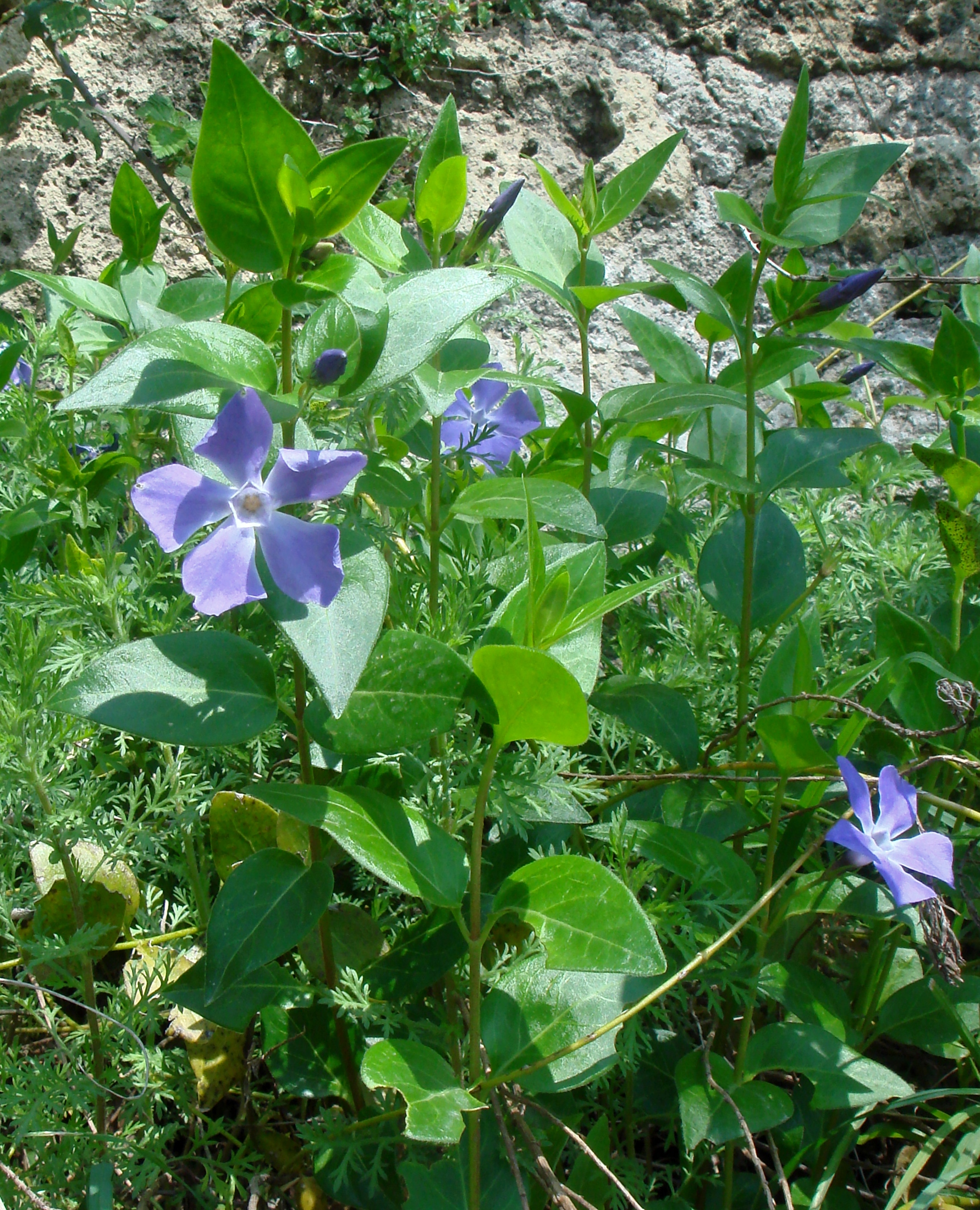
Vinca major

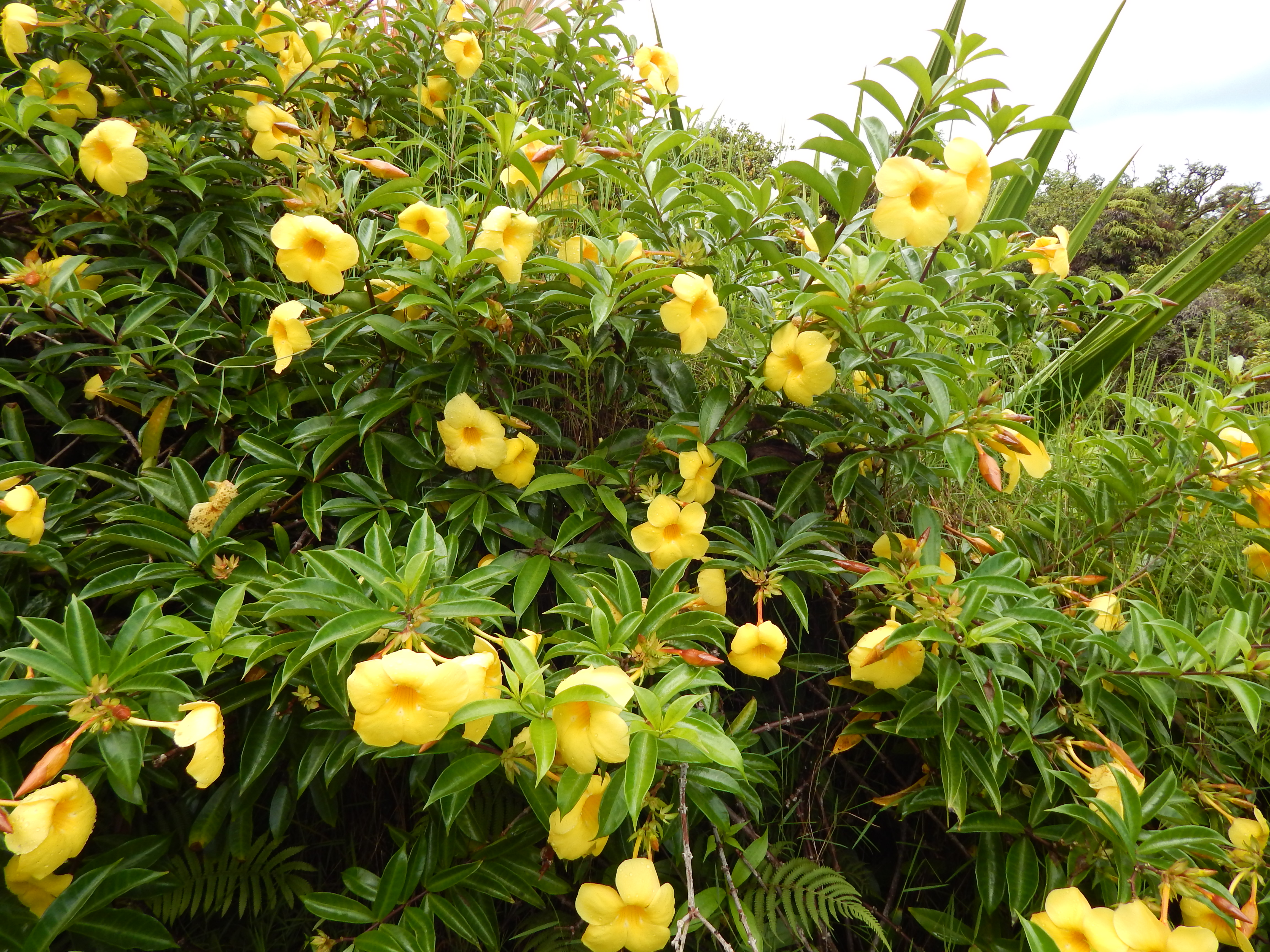
Allamanda cathartica

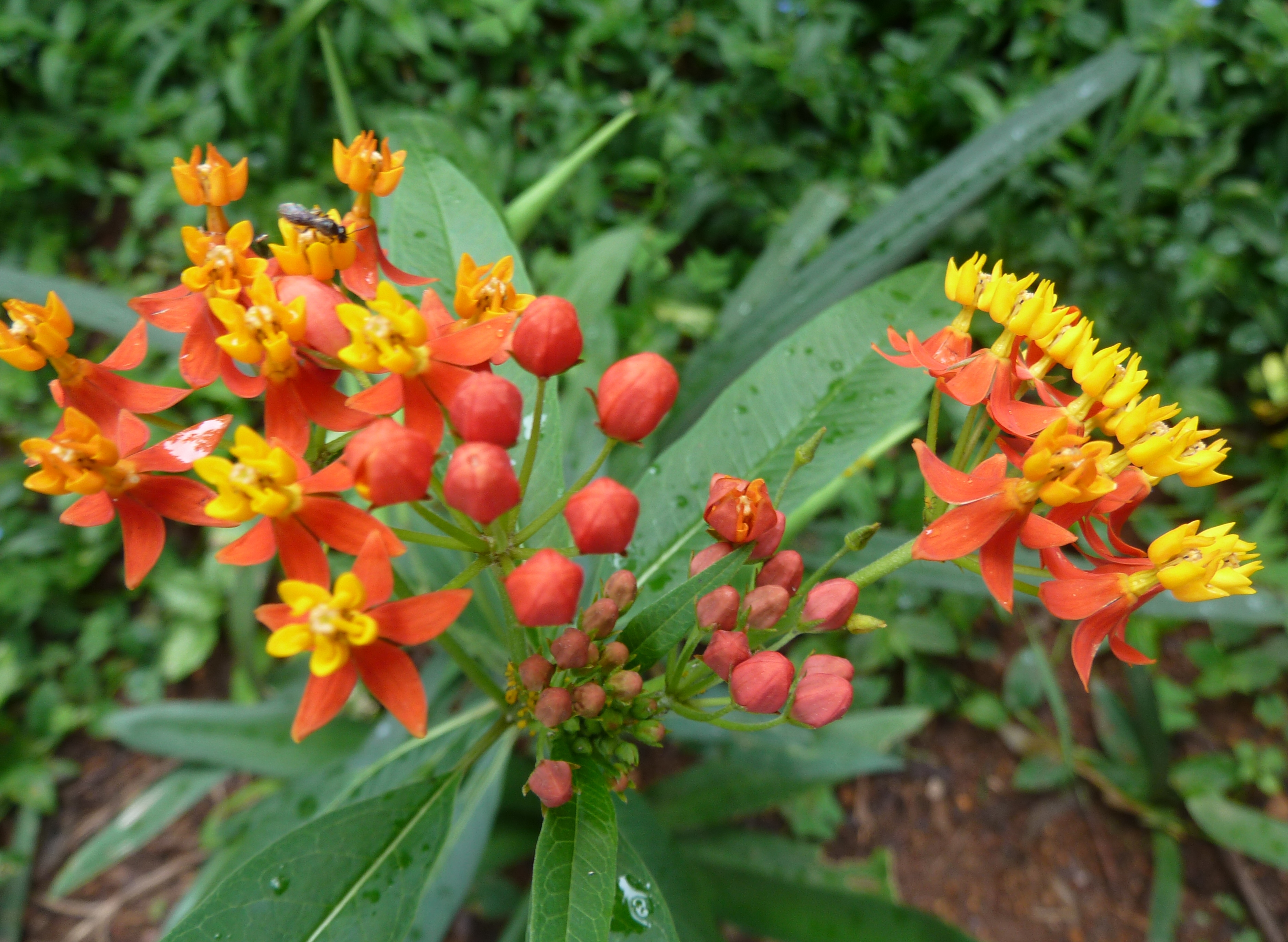
Asclepias curassavica

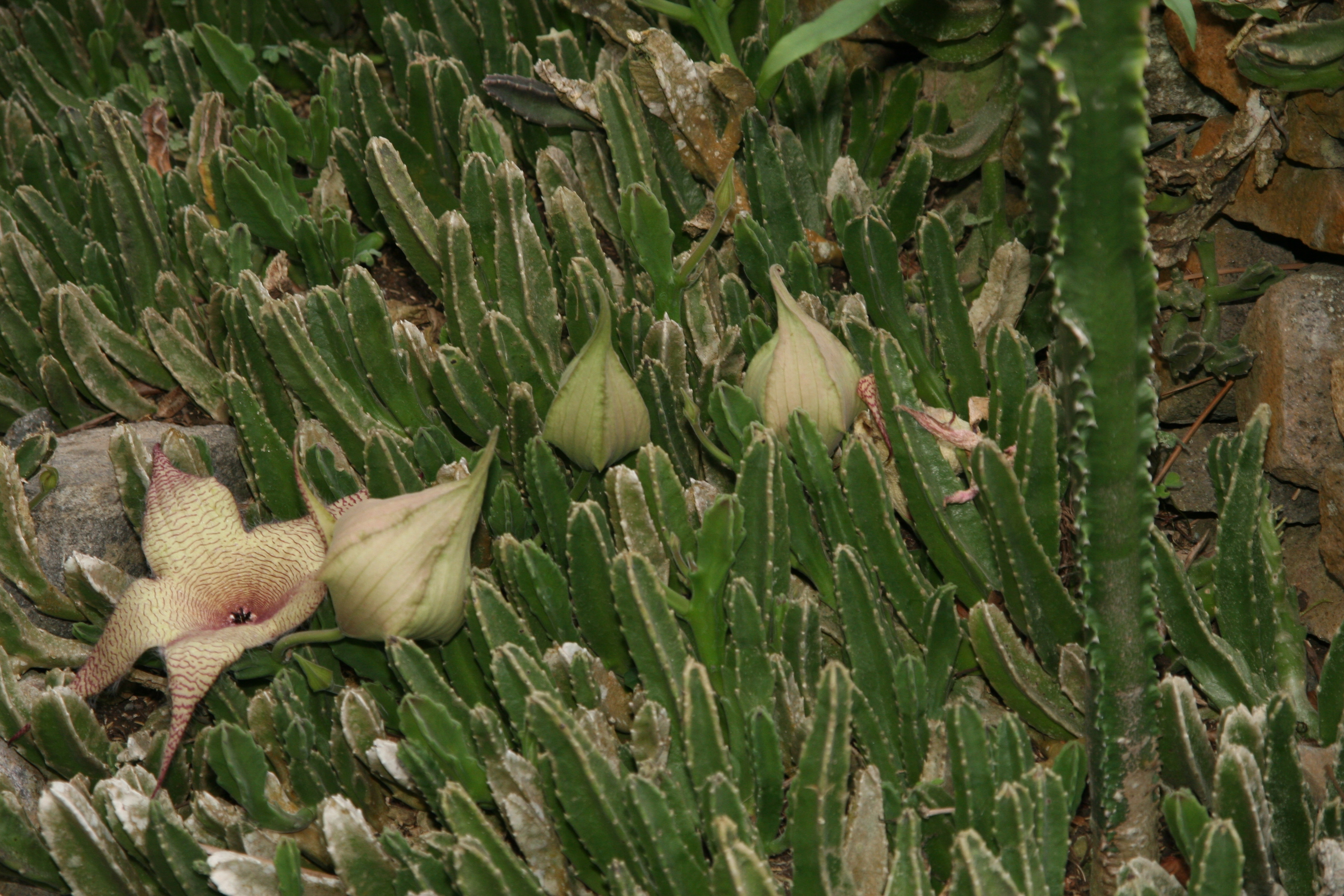
Stapelia gigantea

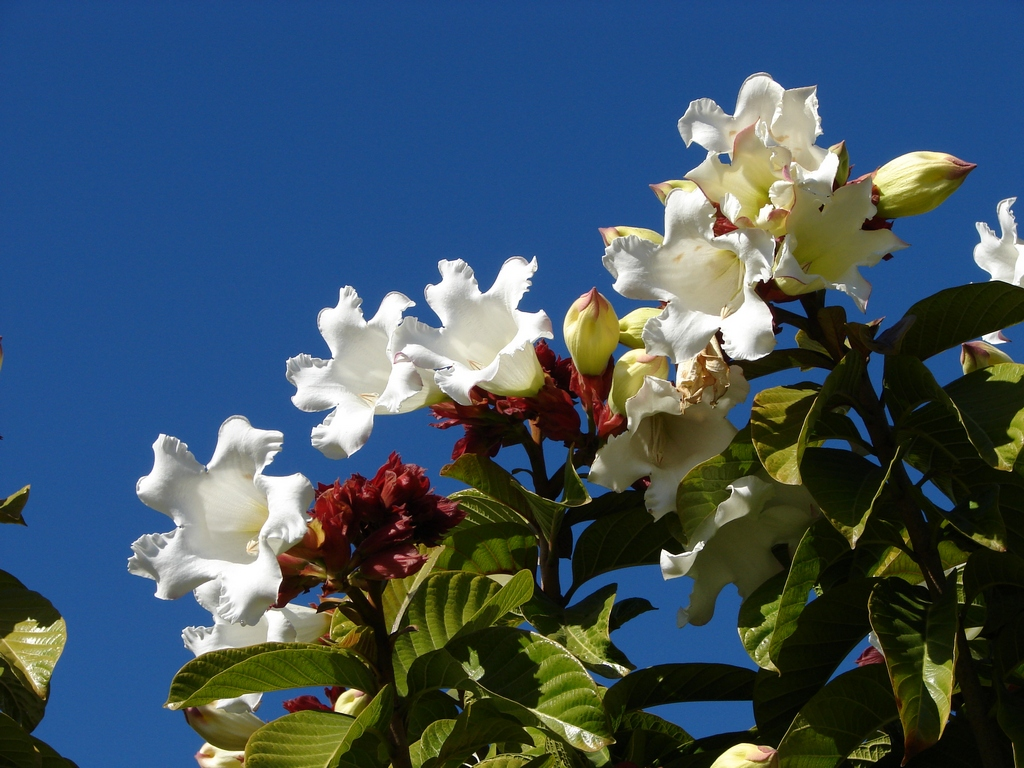
Beaumontia grandiflora

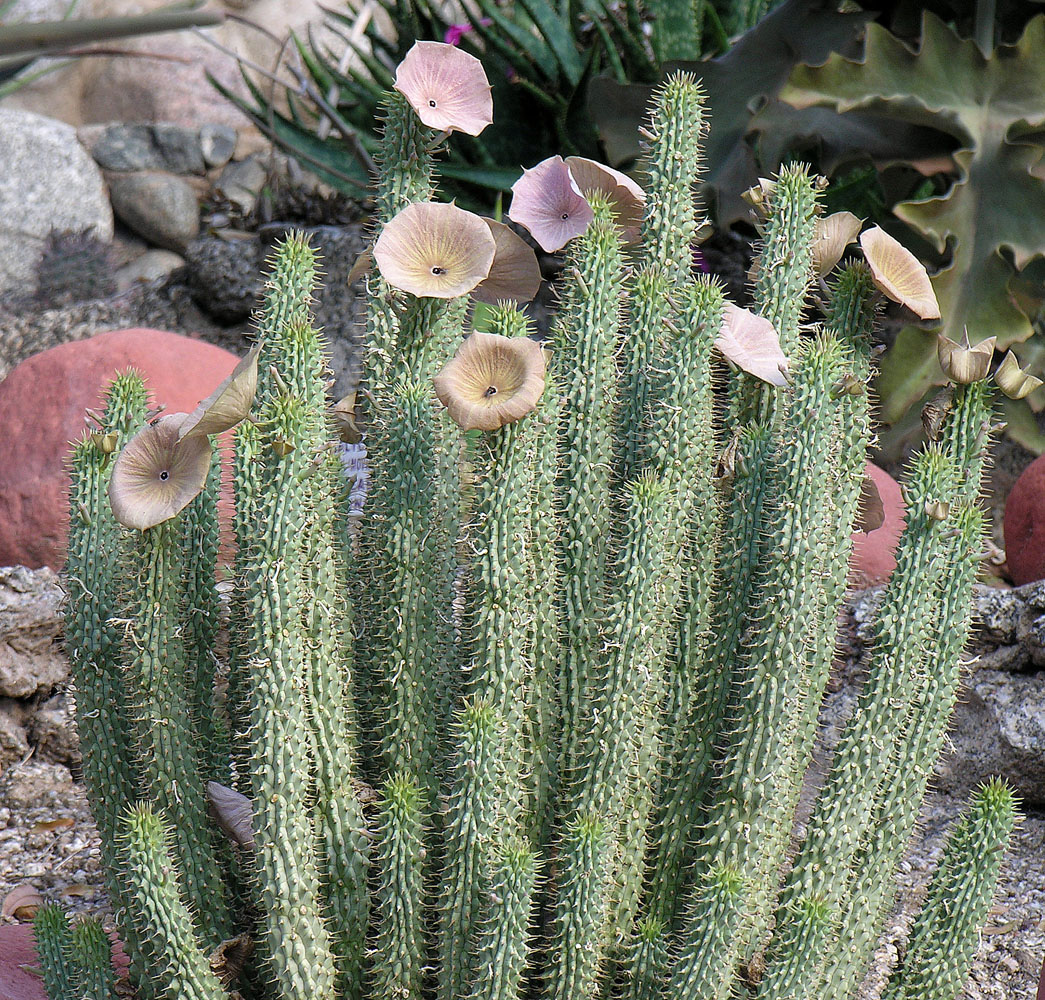
Hoodia gordonii

Aquesta família va se publicada per primer cop l'any 1789 pel botànic francès Antoine-Laurent de Jussieu a la seva obra Genera Plantarum.

### Subfamílies
Dins d'aquesta espècie es reconeixen les següents subfamílies:
- Rauvolfioideae
- Apocynoideae
- Periplocoideae
- Secamonoideae
- Asclepiadoideae

Les quatre darreres subfamílies formen un clade anomenat amb l'acrònim APSA, creat amb les seves inicials.

### Gèneres
Les més de 4.000 espècies d'aquesta família s'agrupen en 369 gèneres reconeguts:
- Acokanthera G.Don
- Adenium Roem. & Schult.
- Aganosma (Blume) G.Don
- Alafia Thouars
- Allamanda L.
- Allomarkgrafia Woodson
- Allowoodsonia Markgr.
- Alstonia R.Br.
- Alyxia R.Br.
- Amalocalyx Pierre
- Ambelania Aubl.
- Amphineurion (A.DC.) Pichon
- Amsonia Walter
- Ancylobothrys Pierre
- Anechites Griseb.
- Anemotrochus Mangelsdorff, Meve & Liede
- Angadenia Miers
- Anisopus N.E.Br.
- Anisotoma Fenzl
- Anodendron A.DC.
- Apocynum L.
- Apteranthes J.C.Mikan
- Araujia Brot.
- Artia Guillaumin
- Asclepias L.
- Asketanthera Woodson
- Aspidoglossum E.Mey.
- Aspidonepsis Nicholas & Goyder
- Aspidosperma Mart. & Zucc.
- Astephanus R.Br.
- Asterostemma Decne.
- Atherandra Decne.
- Atrostemma Morillo
- Australluma Plowes
- Austrochthamalia Morillo & Fontella
- Baharuia D.J.Middleton
- Bahiella J.F.Morales
- Baissea A.DC.
- Ballyanthus Bruyns
- Barjonia Decne.
- Baroniella Costantin & Gallaud
- Baseonema Schltr. & Rendle
- Batesanthus N.E.Br.
- Baynesia Bruyns
- Beaumontia Wall.
- Blepharodon Decne.
- Boucerosia Wight & Arn.
- Bousigonia Pierre
- Bruceholstia Morillo
- Buckollia Venter & R.L.Verh.
- Caa H.A.Keller & Liede
- Calciphila Liede & Meve
- Callichilia Stapf
- Calocrater K.Schum.
- Calotropis R.Br.
- Calyptranthera Klack.
- Cameraria L.
- Campestigma Pierre ex Costantin
- Camptocarpus Decne.
- Caralluma R.Br.
- Carissa L.
- Carruthersia Seem.
- Carvalhoa K.Schum.
- Cascabela Raf.
- Catharanthus G.Don
- Caudanthera Plowes
- Cerbera L.
- Cerberiopsis Vieill. ex Pancher & Sebert
- Ceropegia L.
- Chamaeclitandra (Stapf) Pichon
- Chilocarpus Blume
- Chlorocyathus Oliv.
- Chloropetalum Morillo
- Chonemorpha G.Don
- Cibirhiza Bruyns
- Cionura Griseb.
- Cleghornia Wight
- Clitandra Benth.
- Condylocarpon Desf.
- Conomitra Fenzl
- Cordylogyne E.Mey.
- Cosmostigma Wight
- Couma Aubl.
- Craspidospermum Bojer ex A.DC.
- Crioceras Pierre
- Cristobalia Morillo, S.A.Cáceres & H.A.Keller
- Cryptolepis R.Br.
- Cryptostegia R.Br.
- Cycladenia Benth.
- Cyclocotyla Stapf
- Cylindropsis Pierre
- Cynanchum L.
- Decalepis Wight & Arn.
- Decanema Decne.
- Desmidorchis Ehrenb.
- Dewevrella De Wild.
- Dictyophleba Pierre
- Diplolepis R.Br.
- Diplorhynchus Welw. ex Ficalho & Hiern
- Dischidanthus Tsiang
- Dischidia R.Br.
- Ditassa R.Br.
- Dolichopetalum Tsiang
- Dregea E.Mey.
- Duvalia Haw.
- Duvaliandra M.G.Gilbert
- × Duvaliaranthus Bruyns
- Dyera Hook.f.
- Echidnopsis Hook.f.
- Echites P.Browne
- Ectadium E.Mey.
- Ecua D.J.Middleton
- Edithcolea N.E.Br.
- Elytropus Müll.Arg.
- Emicocarpus K.Schum. & Schltr.
- Emplectanthus N.E.Br.
- Ephippiocarpa Markgr.
- Epigynum Wight
- Epistemma D.V.Field & J.B.Hall
- Eucorymbia Stapf
- Eustegia R.Br.
- Fanninia Harv.
- Farquharia Stapf
- Finlaysonia Wall.
- Fischeria DC.
- Fockea Endl.
- Forsteronia G.Mey.
- Funastrum E.Fourn.
- Funtumia Stapf
- Galactophora Woodson
- Geissospermum Allemão
- Genianthus Hook.f.
- Glossostelma Schltr.
- Gomphocarpus R.Br.
- Gongronema (Endl.) Decne.
- Gonioma E.Mey.
- Goniostemma Wight
- Gonolobus Michx.
- Graciemoriana Morillo
- Gunnessia P.I.Forst.
- Gymnanthera R.Br.
- Gymnema R.Br.
- Gymnemopsis Costantin
- Gyrostelma E.Fourn.
- Hancornia Gomes
- Haplophyton A.DC.
- Hemidesmus R.Br.
- Hemipogon Decne.
- Heterostemma Wight & Arn.
- Heynella Backer
- Himatanthus Willd. ex Schult.
- Holarrhena R.Br.
- Hoodia Sweet ex Decne.
- × Hoodiapelia G.D.Rowley
- × Hoodiorbea G.D.Rowley
- × Hoodiotriche G.D.Rowley
- Hoya R.Br.
- Huernia R.Br.
- Hunteria Roxb.
- Hylaea J.F.Morales
- Hypolobus E.Fourn.
- Ibatia Decne.
- Ichnocarpus R.Br.
- Ischnolepis Jum. & H.Perrier
- Isonema R.Br.
- Ixodonerium Pit.
- Jasminanthes Blume
- Jobinia E.Fourn.
- Kamettia Kostel.
- Kanahia R.Br.
- Kerbera E.Fourn.
- Kibatalia G.Don
- Kopsia Blume
- Lachnostoma Kunth
- Lacmellea H.Karst.
- Landolphia P.Beauv.
- Larryleachia Plowes
- Laubertia A.DC.
- Lavrania Plowes
- Laxoplumeria Markgr.
- Leichhardtia R.Br.
- Lepinia Decne.
- Lepiniopsis Valeton
- Leptadenia R.Br.
- Leuconotis Jack
- Lygisma Hook.f.
- Maclaudia Venter & R.L.Verh.
- Macoubea Aubl.
- Macropharynx Rusby
- Macroscepis Kunth
- Mahawoa Schltr.
- Malouetia A.DC.
- Mandevilla Lindl.
- Manothrix Miers
- Margaretta Oliv.
- Marsdenia R.Br.
- Mascarenhasia A.DC.
- Matelea Aubl.
- Melodinus J.R.Forst. & G.Forst.
- Mesechites Müll.Arg.
- Metastelma R.Br.
- Micrechites Miq.
- Microloma R.Br.
- Microplumeria Baill.
- Minaria T.U.P.Konno & Rapini
- Miraglossum Kupicha
- Molongum Pichon
- Mondia Skeels
- Monolluma Plowes
- Monsanima Liede & Meve
- Morilloa Fontella, Goes & S.A.Cáceres
- Mortoniella Woodson
- Motandra A.DC.
- Mucoa Zarucchi
- Myriopteron Griff.
- Nautonia Decne.
- Neobracea Britton
- Neocouma Pierre
- Neoschumannia Schltr.
- Nephradenia Decne.
- Nerium L.
- Notechidnopsis Lavranos & Bleck
- Ochrosia Juss.
- Odontadenia Benth.
- Oistonema Schltr.
- Oncinema Arn.
- Oncinotis Benth.
- Ophionella Bruyns
- Orbea Haw.
- × Orbelia G.D.Rowley
- Oreosparte Schltr.
- Orinoquia Morillo
- Orthanthera Wight
- Orthopichonia H.Huber
- Orthosia Decne.
- Oxypetalum R.Br.
- Oxystelma R.Br.
- Pachycarpus E.Mey.
- Pachypodium Lindl.
- Pacouria Aubl.
- Papuahoya Rodda & Simonsson
- Papuechites Markgr.
- Parahancornia Ducke
- Parapodium E.Mey.
- Parepigynum Tsiang & P.T.Li
- Parsonsia R.Br.
- Pattalias S.Watson
- Pectinaria Haw.
- Pentacyphus Schltr.
- Pentalinon Voigt
- Pentasacme Wall. ex Wight
- Pentatropis R.Br. ex Wight & Arn.
- Pentopetia Decne.
- Peplonia Decne.
- Pergularia L.
- Periglossum Decne.
- Periploca Tourn. ex L.
- Peruviasclepias Morillo
- Pervillaea Decne.
- Petalostelma E.Fourn.
- Petchia Livera
- Phaeostemma E.Fourn.
- Pherotrichis Decne.
- Philibertia Kunth
- Phyllanthera Blume
- Piaranthus R.Br.
- Picralima Pierre
- Pinochia M.E.Endress & B.F.Hansen
- Plectaneia Thouars
- Pleiocarpa Benth.
- Pleioceras Baill.
- Plumeria Tourn. ex L.
- Polystemma Decne.
- Pottsia Hook. & Arn.
- Prestonia R.Br.
- Pruskortizia Morillo
- Pseudolachnostoma Morillo
- Pseudolithos P.R.O.Bally
- Pteralyxia K.Schum.
- Ptycanthera Decne.
- Pycnobotrya Benth.
- Pycnorhachis Benth.
- Quaqua N.E.Br.
- Raphionacme Harv.
- Rauvolfia Plum. ex L.
- Rhabdadenia Müll.Arg.
- Rhazya Decne.
- Rhigospira Miers
- Rhyssolobium E.Mey.
- Rhytidocaulon P.R.O.Bally
- Rhytidostemma Morillo
- Richtersveldia Meve & Liede
- Riocreuxia Decne.
- Riparoampelos Morillo
- Rojasia Malme
- Rotundanthus Morillo
- Ruehssia H.Karst.
- Saba (Pichon) Pichon
- Sacleuxia Baill.
- Sarcolobus R.Br.
- Sarcorrhiza Bullock
- Schistonema Schltr.
- Schizoglossum E.Mey.
- Schizostephanus Hochst. ex Benth. & Hook.f.
- Schizozygia Baill.
- Schlechterella K.Schum.
- Schubertia Mart.
- Scyphostelma Baill.
- Secamone R.Br.
- Secamonopsis Jum.
- Secondatia A.DC.
- Sindechites Oliv.
- Sisyranthus E.Mey.
- Skytanthus Meyen
- Socotrella Bruyns & A.G.Mill.
- Solenostemma Hayne
- Spirolobium Baill.
- Spongiosperma Zarucchi
- × Staparesia G.D.Rowley
- Stapelia L.
- Stapelianthus Choux ex A.C.White & B.Sloane
- Stapeliopsis Pillans
- × Stapvalia D.M.Cumming
- Stathmostelma K.Schum.
- Stelmagonum Baill.
- Stenostelma Schltr.
- Stephanostegia Baill.
- Stephanostema K.Schum.
- Stephanotis Thouars
- Stigmatorhynchus Schltr.
- Stipecoma Müll.Arg.
- Stomatostemma N.E.Br.
- Strempeliopsis Benth.
- Streptocaulon Wight & Arn.
- Streptoechites D.J.Middleton & Livsh.
- Strophanthus DC.
- Suberogerens Morillo
- Tabernaemontana Plum. ex L.
- Tabernanthe Baill.
- Tacazzea Decne.
- Tassadia Decne.
- Tavaresia Welw.
- Telectadium Baill.
- Telosma Coville
- Temnadenia Miers
- Thenardia Kunth
- Thevetia L.
- Thoreauea J.K.Williams
- Thyrsanthella (Baill.) Pichon
- Tintinnabularia Woodson
- Topea H.A.Keller
- Toxocarpus Wight & Arn.
- Trachelospermum Lem.
- Tressensia H.A.Keller
- Treutlera Hook.f.
- Trichosandra Decne.
- × Tridentapelia G.D.Rowley
- Tridentea Haw.
- Tromotriche Haw.
- Tweedia Hook. & Arn.
- Tylodontia Griseb.
- Urceola Roxb.
- Vahadenia Stapf
- Vailia Rusby
- Vallaris Burm.f.
- Vallesia Ruiz & Pav.
- Vinca L.
- Vincetoxicum Wolf
- Voacanga Thouars
- Vulcanoa Morillo
- Wattakaka Hassk.
- White-sloanea Chiov.
- Willughbeia Roxb.
- Woodia Schltr.
- Wrightia R.Br.
- Xysmalobium R.Br.
- Zygostelma Benth.

## Usos
Algunes plantes d'aquesta família van tenir una importància econòmica destacable en el passat que s'ha anat perdent. Els gèneres Carpodinus, Landolphia, Hancornia, Funtumia i Mascarenhasia van ser una font secundària de cautxú. El gènere Apocynum es va usar com a font de fibres pels nadius americans.

### Medicinals
Rauvolfia cafra és l'arbre de la quinina. Rauvolfia serpentina o "arrel de serp o rauvòlfia" de l'Índia subministra els alcaloides reserpina i rescinamina.
Alguns són fonts de drogues, del tipus d'heteròsids cardiotònics, relacionat amb el funcionament del cor: Acokanthera, Apocynum, Cerbera, Nerium, Thevetia i Strophantus.
El suc lletós de la Namibia pachypodium ha estat usat com a verí per emmetzinar les puntes de les fletxes pels boiximans.

### Ornamentals
Els gèneres següents són plantes ornamentals: Amsonia (estrella blava), Nerium (baladre), Vinca (pervinca), Carissa (pruna de Natal, una fruita comestible), Allamanda (trompeta daurada), Plumeria, Thevetia (nou afortunada), Mandevilla (flor de la sabana), entre moltes altres.